# Distrikt Callahuanca

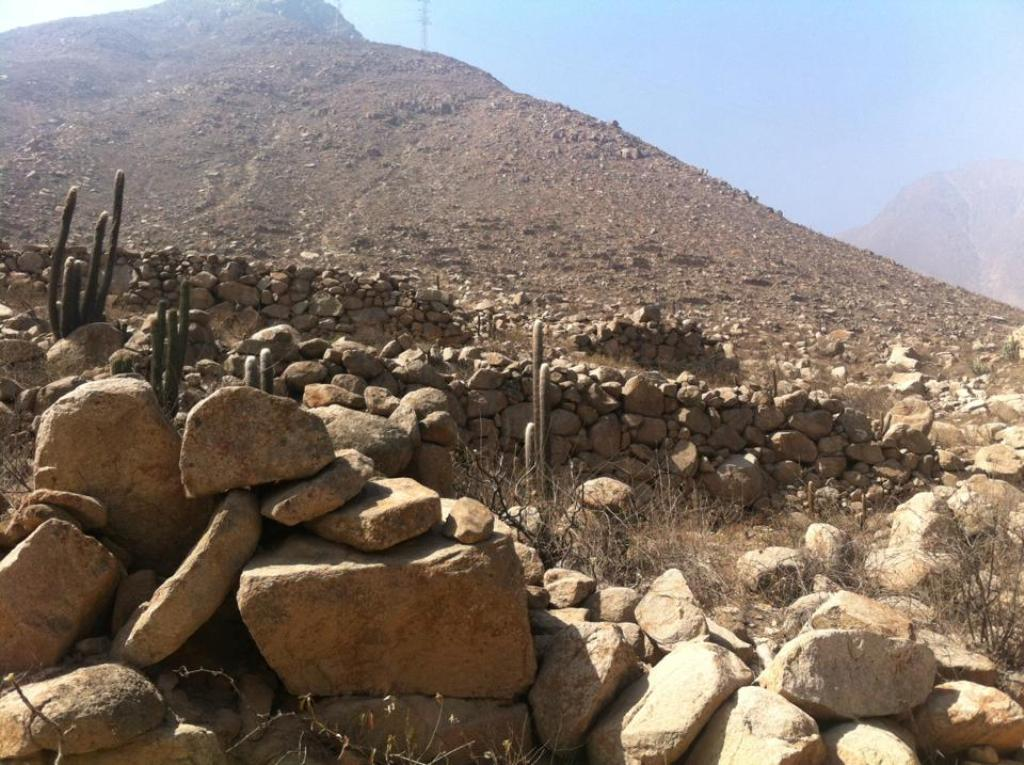
Archäologischer Fundplatz Cascashoko

Der Distrikt Callahuanca liegt in der Provinz Huarochirí der Region Lima im zentralen Westen von Peru. Der am 12. April 1957 gegründete Distrikt hat eine Fläche 57,47 km². Beim Zensus 2017 lebten 798 Einwohner im Distrikt. Im Jahr 1993 lag die Einwohnerzahl bei 779, im Jahr 2007 bei 2405. Die Distriktverwaltung befindet sich in der 1761 m hoch gelegenen Ortschaft Callahuanca mit 640 Einwohnern (Stand 2017).

## Geographische Lage
Der Distrikt Callahuanca befindet sich im zentralen Nordwesten der Provinz Huarochirí. Er liegt an der Westflanke der peruanischen Westkordillere am Ostufer des nach Süden strömenden Río Santa Eulalia. Der Distrikt erstreckt sich über das Einzugsgebiet der Quebrada Chauca. Im Distrikt befindet sich das bedeutende Wasserkraftwerk Callahuanca. Außerdem liegt im äußersten Süden des Distrikts der archäologische Fundplatz Cascashoko.
Der Distrikt Callahuanca grenzt im Westen an den Distrikt Santa Eulalia, im Norden an den Distrikt San Pedro de Casta sowie im Südosten an den Distrikt San Mateo de Otao.